# Список астероїдів (101—200)

## Деякі скорочення
M - Стандартна зоряна величина

D - Діаметр

α - Велика піввісь
| Назва             | Назва            | M     | D     | Тип | α    | Дата відкриття    | Відкривач   | Названий на честь (в називному відмінку) |
| ----------------- | ---------------- | ----- | ----- | --- | ---- | ----------------- | ----------- | --- |
| 101 Helena        | 101 Єлена        | 8,33  | 65,8  | S   | 2,58 | 15 серпня 1868    | Дж. Вотсон  | Єлена Троянська, грецька міфічна героїня |
| 102 Miriam        | 102 Міріам       | 9,26  | 83,0  | P   | 2,65 | 22 серпня 1868    | К. Петерс   | Міріам (міфологія), Біблійна провидиця |
| 103 Hera          | 103 Гера         | 7,66  | 91,2  | S   | 2,70 | 7 вересня 1868    | Дж. Вотсон  | Гера, грецька богиня |
| 104 Klymene       | 104 Клімена      | 8,27  | 123,7 | C   | 3,15 | 13 вересня 1868   | Дж. Уотсон  | Клімена, грецька титаніда |
| 105 Artemis       | 105 Артеміда     | 8,57  | 119,1 | C   | 2,37 | 16 вересня 1868   | Дж. Уотсон  | Артеміда, грецька богиня |
| 106 Dione         | 106 Діона        | 7,41  | 146,6 | G   | 3,16 | 10 жовтня 1868    | Дж. Вотсон  | Діона, грецька богиня |
| 107 Camilla       | 107 Камілла      | 7,08  | 222,6 | C   | 3,47 | 17 листопада 1868 | Р. Поґсон   | Каміль Фламмаріон фемінізоване ім'я . Може бути також Камілла, валькірія                                                                          |
| 108 Hecuba        | 108 Гекаба       | 8,09  | 65,0  | S   | 3,25 | 2 квітня 1869     | Р. Лютер    | Гекаба, грецька міфічна героїня |
| 109 Felicitas     | 109 Фелікітас    | 8,75  | 89,4  | C   | 2,69 | 9 жовтня 1869     | Х. Петерс   | Фелікітас (міфологія), римська богиня |
| 110 Lydia         | 110 Лідія        | 7,80  | 86,1  | M   | 2,73 | 19 квітня 1870    | А. Бореллі  | Лідія, стародавня держава |
| 111 Ate           | 111 Ата          | 8,02  | 134,6 | C   | 2,59 | 14 серпня 1870    | Х. Петерс   | Ата, грецька богиня |
| 112 Iphigenia     | 112 Іфігенія     | 9,84  | 72,2  |     | 2,43 | 19 вересня 1870   | Х. Петерс   | Іфігенія, грецька міфічна героїня |
| 113 Amalthea      | 113 Амальтея     | 8,74  | 46,1  | S   | 2,37 | 12 березня 1871   | Р. Лютер    | Амальтея, грецька німфа (коза) |
| 114 Kassandra     | 114 Кассандра    | 8,26  | 99,6  | T   | 2,68 | 23 липня 1871     | Х. Петерс   | Кассандра, грецька міфічна героїня |
| 115 Thyra         | 115 Тіра         | 7,51  | 79,8  |     | 2,37 | 6 серпня 1871     | Дж. Вотсон  | Тіра, дружина короля Горма старого |
| 116 Sirona        | 116 Сірона       | 7,82  | 71,7  | S   | 2,76 | 8 вересня 1871    | Х. Петерс   | Сірона, кельтська богиня |
| 117 Lomia         | 117 Ломія        | 7,95  | 148,7 | C   | 2,99 | 12 вересня 1871   | А. Бореллі  | Ламія, грецька міфічна героїня (При іменуванні астероїда була допущена помилка)                                                                   |
| 118 Peitho        | 118 Пейто        | 9,14  | 41,7  | S   | 2,43 | 15 березня 1872   | Р. Лютер    | Пейто, грецька богиня |
| 119 Althaea       | 119 Алтея        | 8,42  | 57,3  | S   | 2,58 | 3 квітня 1872     | Дж. Вотсон  | Алтея, грецька міфічна героїня |
| 120 Lachesis      | 120 Лахесіс      | 7,75  | 174,1 | C   | 3,11 | 10 квітня 1872    | А. Бореллі  | Лахесіс, грецька мойра |
| 121 Hermione      | 121 Герміона     | 7,31  | 209,0 | C   | 3,44 | 12 травня 1872    | Дж. Вотсон  | Герміона, грецька міфічна героїня |
| 122 Gerda         | 122 Герда        | 7,87  | 81,7  |     | 3,21 | 31 липня 1872     | Х. Петерс   | Герда, скандинавська богиня |
| 123 Brunhild      | 123 Брюнхільда   | 8,89  | 48,0  |     | 2,69 | 31 липня 1872     | Х. Петерс   | Брюнхільда, скандинавська валькірія |
| 124 Alkeste       | 124 Алкеста      | 8,11  | 76,4  | S   | 2,63 | 23 серпня 1872    | Х. Петерс   | Алкеста, грецька міфічна героїня |
| 125 Liberatrix    | 125 Лібератрикс  | 9,04  | 43,6  | M   | 2,74 | 11 вересня 1872   | Пр. Анрі    | Можливо, Луї Адольф Тьєр, французький політичний діяч. Також можливо Жанна д'Арк                                                                  |
| 126 Velleda       | 126 Велледа      | 9,27  | 44,8  |     | 2,43 | 5 листопада 1872  | Поль Анрі   | Веледа, римська, германська провидиця |
| 127 Johanna       | 127 Жанна        | 8,3   |       |     | 2,75 | 5 листопада 1872  | Пр. Анрі    | Жанна д'Арк, французька героїня |
| 128 Nemesis       | 128 Немесіда     | 7,49  | 188,2 | C   | 2,74 | 25 листопада 1872 | Дж. Вотсон  | Немесіда, грецька богиня |
| 129 Antigone      | 129 Антігона     | 7,07  | 125,0 |     | 2,86 | 5 лютого 1873     | Х. Петерс   | Антігона, грецька міфічна героїня |
| 130 Elektra       | 130 Електра      | 7,12  | 182,3 | G   | 3,11 | 17 лютого 1873    | Х. Петерс   | Електра, грецька міфічна героїня |
| 131 Vala          | 131 Вала         | 10,03 | 40,4  | KCT | 2,43 | 24 травня 1873    | Х. Петерс   | Вала (Вольва), скандинавська міфічна героїня |
| 132 Aethra        | 132 Етра         | 9,38  | 42,7  | M?  | 2,60 | 13 червня 1873    | Дж. Вотсон  | Етра, грецька міфічна героїня |
| 133 Cyrene        | 133 Кирена       | 7,98  | 66,6  |     | 3,05 | 16 серпня 1873    | Дж. Вотсон  | Кирена, грецька німфа |
| 134 Sophrosyne    | 134 Софросина    | 8,76  | 123,3 | C   | 2,56 | 27 вересня 1873   | Р. Лютер    | Софросюне, концепція поміркованості |
| 135 Hertha        | 135 Герта        | 8,23  | 79,2  | M   | 2,42 | 18 лютого 1874    | Х. Петерс   | Герта (одне з імен Нертус), германська богиня |
| 136 Austria       | 136 Австрія      | 9,69  | 40,1  |     | 2,28 | 18 березня 1874   | І. Паліса   | Австрія, країна |
| 137 Meliboea      | 137 Мелібоя      | 8,05  | 145,4 | C   | 3,11 | 21 квітня 1874    | І. Паліса   | Ім'я кількох грецьких персонажів |
| 138 Tolosa        | 138 Толоза       | 8,75  | 45,5  |     | 2,44 | 19 травня 1874    | Г. Перротен | латинська назва міста Тулуза |
| 139 Juewa         | 139 Жуйхуа       | 7,78  | 156,6 |     | 2,78 | 10 жовтня 1874    | Дж. Вотсон  | кит.: китайська зірка щастя |
| 140 Siwa          | 140 Жива         | 8,34  | 109,8 |     | 2,73 | 13 жовтня 1874    | І. Паліса   | Жива, слов'янська богиня |
| 141 Lumen         | 141 Люмен        | 8,2   | 131,0 |     | 2,66 | 13 січня 1875     | Поль Анрі   | Lumen: Récits de l'infini, книга Каміля Фламмаріона                                                                                               |
| 142 Polana        | 142 Полана       | 10,27 | 55,3  | F   | 2,41 | 28 січня 1875     | І. Паліса   | Пула, місто |
| 143 Adria         | 143 Адрія        | 9,12  | 89,9  |     | 2,76 | 23 лютого 1875    | І. Паліса   | Адріатичне море |
| 144 Vibilia       | 144 Вібілія      | 7,91  | 141,8 | C   | 2,65 | 3 червня 1875     | Х. Петерс   | Вібілія, римська богиня |
| 145 Adeona        | 145 Адеона       | 8,13  | 151,1 | C   | 2,67 | 3 червня 1875     | Х. Петерс   | Адеона, римська богиня |
| 146 Lucina        | 146 Люцина       | 8,20  | 132,2 | C   | 2,71 | 8 червня 1875     | А. Бореллі  | Люцина, римська богиня |
| 147 Protogeneia   | 147 Протогенея   | 8,27  | 132,9 | C   | 3,13 | 10 липня 1875     | Л. Шульхоф  | Протогенея, грецька міфічна героїня |
| 148 Gallia        | 148 Галлія       | 7,63  | 97,7  | r   | 2,77 | 7 серпня 1875     | Пр. Анрі    | Галлія, римська провінція |
| 149 Medusa        | 149 Медуза       | 10,79 | 19,7  |     | 2,17 | 21 вересня 1875   | Г. Перротен | Медуза, грецький міфічний монстр |
| 150 Nuwa          | 150 Нюйва        | 8,23  | 151,1 |     | 2,98 | 18 жовтня 1875    | Дж. Вотсон  | Нюйва, китайська богиня |
| 151 Abundantia    | 151 Абунданція   | 9,24  | 45,4  |     | 2,59 | 1 листопада 1875  | І. Паліса   | Абунданція, римська богиня |
| 152 Atala         | 152 Атала        | 8,33  |       |     | 3,14 | 2 листопада 1875  | Поль Анрі   | Атала (роман), героїня однойменного роману Франсуа-Рене де Шатобріан                                                                              |
| 153 Hilda         | 153 Гільда       | 7,48  | 170,6 | C   | 3,97 | 2 листопада 1875  | І. Паліса   | Дочка австрійського астронома Теодора фон Оппольцера                                                                                              |
| 154 Bertha        | 154 Берта        | 7,58  | 184,9 |     | 3,18 | 4 листопада 1875  | Пр. Анрі    | Берта Мартіна-Фламмаріон, сестра французького астронома Каміля Фламмаріона                                                                        |
| 155 Scylla        | 155 Скілла       | 11,39 | 49,5  |     | 2,76 | 8 листопада 1875  | І. Паліса   | Скілла, грецький міфічний монстр |
| 156 Xanthippe     | 156 Ксантіппа    | 8,64  | 121,0 | C   | 2,73 | 22 листопада 1875 | І. Паліса   | Ксантіппа, дружина Сократа |
| 157 Dejanira      | 157 Деяніра      | 10,6  | 19,1  |     | 2,58 | 1 грудня 1875     | А. Бореллі  | Деяніра, грецька міфічна героїня |
| 158 Koronis       | 158 Короніда     | 9,27  | 35,4  | S   | 2,86 | 4 січня 1876      | В. Кнорре   | Короніда, грецька міфічна героїня |
| 159 Aemilia       | 159 Емілія       | 8,12  | 125,0 | C   | 3,09 | 26 січня 1876     | Поль Анрі   | Via Aemilia, римська дорога |
| 160 Una           | 160 Уна          | 9,08  | 81,2  |     | 2,72 | 20 лютого 1876    | Х. Петерс   | Уна, персонаж Королеви фей Едмунда Спенсера |
| 161 Athor         | 161 Атхор        | 9,15  | 44,2  | M   | 2,37 | 19 квітня 1876    | Дж. Вотсон  | Хатхор, єгипетська богиня |
| 162 Laurentia     | 162 Лорентія     | 8,83  | 99,1  |     | 3,02 | 21 квітня 1876    | Пр. Анрі    | Жозеф Жан П'єр Лоран, французький астроном-любитель                                                                                               |
| 163 Erigone       | 163 Ерігона      | 9,47  | 72,6  |     | 2,36 | 26 квітня 1876    | Г. Перротен | Ерігона, грецька міфічна героїня |
| 164 Eva           | 164 Єва          | 8,89  | 104,9 |     | 2,63 | 12 липня 1876     | Поль Анрі   | невідоме |
| 165 Loreley       | 165 Лорелей      | 7,65  | 155,2 |     | 3,13 | 9 серпня 1876     | Х. Петерс   | Лорелей, німецька міфічна героїня |
| 166 Rhodope       | 166 Родопа       | 9,89  |       |     | 2,68 | 15 серпня 1876    | Х. Петерс   | Родопа, грецька міфічна героїня |
| 167 Urda          | 167 Урда         | 9,24  | 39,9  | S   | 2,85 | 28 серпня 1876    | Х. Петерс   | Урда скандинавська норна |
| 168 Sibylla       | 168 Сібілла      | 7,94  | 148,4 | C   | 3,37 | 28 вересня 1876   | Дж. Вотсон  | Сивіли грецькі пророчиці |
| 169 Zelia         | 169 Зелія        | 9,56  | 33,6  |     | 2,35 | 28 вересня 1876   | Пр. Анрі    | Zelia, племінниця французького астронома Каміля Фламмаріон                                                                                        |
| 170 Maria         | 170 Марія        | 9,39  | 44,3  | S   | 2,55 | 10 січня 1877     | Г. Перротен | Марія, сестра італійського астронома Антоніо Абетті                                                                                               |
| 171 Ophelia       | 171 Офелія       | 8,31  | 116,7 | C   | 3,13 | 13 січня 1877     | А. Бореллі  | Офелія, вигадана героїня |
| 172 Baucis        | 172 Бавкіда      | 8,79  | 62,4  |     | 2,38 | 5 лютого 1877     | А. Бореллі  | Бавкіда, грецька міфічна героїня |
| 173 Ino           | 173 Іно          | 7,66  | 154,1 | C   | 2,74 | 1 серпня 1877     | А. Бореллі  | Іно, грецька міфічна героїня |
| 174 Phaedra       | 174 Федра        | 8,48  | 69,2  |     | 2,86 | 2 вересня 1877    | Дж. Вотсон  | Федра, грецька міфічна героїня |
| 175 Andromache    | 175 Андромаха    | 8,31  | 100,9 |     | 3,19 | 1 жовтня 1877     | Дж. Вотсон  | Андромаха, грецька міфічна героїня |
| 176 Iduna         | 176 Ідуна        | 7,9   | 121,0 |     | 3,19 | 14 жовтня 1877    | Х. Петерс   | Ydun, клуб, в якому відбувалася астрономічна конференція в Стокгольмі, Швеція (клуб був, ймовірно, названий на честь Ідунн скандинавської богині) |
| 177 Irma          | 177 Ірма         | 9,49  | 73,2  |     | 2,77 | 5 листопада 1877  | Поль Анрі   | невідоме |
| 178 Belisana      | 178 Белесама     | 9,38  | 35,8  |     | 2,46 | 6 листопада 1877  | І. Паліса   | Белесама, кельтська богиня |
| 179 Klytaemnestra | 179 Клітемнестра | 8,15  | 77,7  | S   | 2,97 | 11 листопада 1877 | Дж. Вотсон  | Клітемнестра, грецька міфічна героїня |
| 180 Garumna       | 180 Ґарумна      | 10,31 | 32,7  |     | 2,72 | 29 січня 1878     | Г. Перротен | стара назва ріки Гаронна |
| 181 Eucharis      | 181 Евхаріс      | 7,84  | 106,0 | K   | 3,13 | 2 лютого 1878     | П. Коттенот | Евхаріс, грецька німфа |
| 182 Elsa          | 182 Ельза        | 9,12  | 43,7  |     | 2,41 | 7 лютого 1878     | І. Паліса   | Можливо героїня легенди про Лоенгріна |
| 183 Istria        | 183 Істрія       | 9,68  | 35,4  |     | 2,79 | 8 лютого 1878     | І. Паліса   | Істрія, півострів у Хорватії та Словенії |
| 184 Dejopeja      | 184 Дейопея      | 8,31  | 66,5  | M   | 3,17 | 28 лютого 1878    | І. Паліса   | Дейопея, римська німфа |
| 185 Eunike        | 185 Евніка       | 7,62  | 157,5 | C   | 2,73 | 1 березня 1878    | Х. Петерс   | Евніка, грецька німфа |
| 186 Celuta        | 186 Селюта       | 8,91  | 50,0  | SK  | 2,36 | 6 квітня 1878     | Пр. Анрі    | невідоме |
| 187 Lamberta      | 187 Ламберта     | 8,16  | 131,2 | C   | 2,73 | 11 квітня 1878    | Ж. Коджа    | Йоганн Генріх Ламберт, астроном |
| 188 Menippe       | 188 Меніппа      | 9,22  | 38,6  | S   | 2,76 | 18 червня 1878    | Х. Петерс   | Меніппа, грецька міфічна героїня |
| 189 Phthia        | 189 Фтія         | 9,33  | 37,7  | S   | 2,45 | 9 вересня 1878    | Х. Петерс   | Фтія, грецька міфічна героїня |
| 190 Ismene        | 190 Ісмена       | 7,59  |       |     | 3,98 | 22 вересня 1878   | Х. Петерс   | Ісмена, грецька міфічна героїня |
| 191 Kolga         | 191 Колґа        | 9,07  | 101,0 |     | 2,89 | 30 вересня 1878   | Х. Петерс   | Колга, скандинавська міфічна героїня |
| 192 Nausikaa      | 192 Навсікая     | 7,13  | 103,3 |     | 2,40 | 17 лютого 1879    | І. Паліса   | Навсікая, грецька міфічна героїня |
| 193 Ambrosia      | 193 Амбросія     | 9,68  |       |     | 2,60 | 28 лютого 1879    | Ж. Коджа    | Амбросія, їжа богів |
| 194 Prokne        | 194 Прокна       | 7,68  | 168,4 | C   | 2,61 | 21 березня 1879   | Х. Петерс   | Прокна, грецька міфічна героїня |
| 195 Eurykleia     | 195 Евріклея     | 9,01  | 85,7  | C   | 2,87 | 19 квітня 1879    | І. Паліса   | Евріклея, грецька міфічна героїня |
| 196 Philomela     | 196 Філомела     | 6,54  | 136,3 | S   | 3,11 | 14 травня 1879    | Х. Петерс   | Філомела, грецька міфічна героїня |
| 197 Arete         | 197 Арета        | 9,18  | 29,2  |     | 2,73 | 21 травня 1879    | І. Паліса   | Арета, грецька міфічна героїня |
| 198 Ampella       | 198 Ампелла      | 8,33  | 57,2  | S   | 2,45 | 13 червня 1879    | А. Бореллі  | Ампел, грецький міфічний персонаж? |
| 199 Byblis        | 199 Бібліда      | 8,3   | 63,0  |     | 3,19 | 9 липня 1879      | Х. Петерс   | Бібліда, грецька міфічна героїня |
| 200 Dynamene      | 200 Дінамена     | 8,26  | 128,4 | C   | 2,73 | 27 липня 1879     | Х. Петерс   | Дінамена, грецька німфа |